# Thabala
Thabala est une ville du Botswana.